# 2月19日
2月19日（にがつじゅうくにち）は、グレゴリオ暦で年始から50日目にあたり、年末まであと315日（閏年では316日）ある。

## できごと
- 1674年 - 第3次ウェストミンスター条約が締結される[1]。第3次英蘭戦争が終結。
- 1771年 - シャルル・メシエが楕円銀河M49を発見。
- 1819年 - ウィリアム・スミスがサウス・シェトランド諸島を発見。
- 1833年 - マルディグラ（謝肉祭の最終日）。ヴィクトル・ユーゴーが女優ジュリエット・ドルーエと愛人関係になる。
- 1846年 - テキサス併合: テキサス共和国がアメリカ合衆国テキサス州に主権を公式に移管。
- 1865年（元治2年1月24日） - 長崎に大浦天主堂が完成する。
- 1877年 - 日本が万国郵便連合に加盟。
- 1878年 - トーマス・エジソンがレコードプレーヤー（フォノグラフ）の特許を取得。
- 1890年 - 草津線が全通。
- 1915年 - 第一次世界大戦: ガリポリの戦いが始まる。
- 1942年 - 第二次世界大戦・日本のオーストラリア空襲: 日本海軍の艦載機がオーストラリアのダーウィンを空襲、243名の死者を出す。
- 1942年 - 第二次世界大戦・日系人の強制収容: フランクリン・ルーズベルト米大統領が敵性外国人の強制収容を可能とする大統領令9066号に署名（追憶の日 (Day of Remenbrance)）。
- 1942年 - カナダにおいてナチス・ドイツの侵攻を想定した演習『もしもの日』が実施される。
- 1943年 - 第二次世界大戦: カセリーヌ峠の戦い。
- 1945年 - 第二次世界大戦・硫黄島の戦い: 海兵隊を主力とするアメリカ軍が、硫黄島に上陸。
- 1946年 - 昭和天皇の戦後巡幸が開始。
- 1946年 - 部落解放全国委員会結成。
- 1952年 - 青梅事件。
- 1954年 - 蔵前国技館で、日本初の本格的なプロレス国際試合が開催。メインは力道山・木村政彦組対シャープ兄弟。
- 1959年 - イギリス・ギリシア・トルコが「キプロス独立協定」に調印。
- 1965年 - 日本サッカーリーグが発足。
- 1972年 - 連合赤軍メンバー5名が人質1名を取って浅間山荘に立てこもるあさま山荘事件が発生（9日後の2月28日に立てこもり犯全員を逮捕）。
- 1976年 - ジェラルド・R・フォード米大統領が大統領令9066号を廃止。
- 1977年 - 東大宇宙航空研が試験衛星「たんせい3号」を打上げ。
- 1978年 - エジプト軍によるラルナカ国際空港襲撃。
- 1981年 - 将棋の新人王戦において高橋道雄と山下カズ子の対局が指され、史上初めて男性棋士と女流棋士の公式戦が行なわれる。
- 1985年 - 中華航空006便急降下事故。
- 1986年 - ソビエト連邦が宇宙ステーション「ミール」を打ち上げ。
- 1993年 - 最高裁が連合赤軍幹部の永田洋子と坂口弘の上告を棄却し、死刑が確定。
- 1996年 - 甲府盆地に蔓延していた日本住血吸虫症の終息宣言が山梨県により行われた。
- 1998年 - 株取引に絡む利益要求疑惑を追及されていた新井将敬代議士が自殺。
- 2002年 - アメリカの火星探査機「2001マーズ・オデッセイ」が火星の観測を開始。
- 2008年 - キューバの指導者フィデル・カストロが国家評議会議長・軍最高司令官の辞任を表明。
- 2008年 - イージス艦衝突事故。イージス艦あたごが漁船と衝突事故を起こす。漁船の船員2名が行方不明になる。
- 2008年 - 日本の最高裁判所がメイプルソープ事件の判決を出し、国側の敗訴が確定[2]。
- 2019年 - ホンダが緊急会見を開き、英国工場での完成車の生産を2021年中に終了すると発表[3]。
- 2020年 - 大阪地裁が、学校法人森友学園の補助金不正事件で、約1億7千万円を騙し取ったとして詐欺罪などに問われた学園前理事長の籠池泰典被告に懲役5年、妻諄子被告に懲役3年執行猶予5年の判決を言い渡した[4]。
- 2025年 - アメリカ・アリゾナ州のマラナ空港付近で小型飛行機同士が空中衝突する事故が発生。少なくとも2人が死亡。

## 誕生日

### 人物
- 1473年 - ニコラウス・コペルニクス、天文学者（+ 1543年）
- 1645年（正保2年1月23日） - 森長武、津山藩主（+ 1696年）
- 1653年（承応2年1月22日） - 増山正弥、長島藩主（+ 1704年）
- 1673年（寛文13年1月3日） - 柳生俊方、柳生藩主（+ 1730年）
- 1697年（正保2年1月23日） - 伊東長丘、岡田藩主（+ 1782年）
- 1733年 - ダニエル・ソランダー、植物学者 (+ 1782年)
- 1743年 - ルイジ・ボッケリーニ、作曲家、チェリスト（+ 1805年）
- 1792年 - ロデリック・マーチソン、地質学者（+ 1871年）
- 1821年 - アウグスト・シュライヒャー、言語学者（+ 1868年）
- 1823年（文政6年1月9日） - 前田利豁、七日市藩主（+ 1877年）
- 1833年 - エリー・デュコマン、ジャーナリスト、平和運動家（+ 1906年）
- 1855年（安政2年1月3日） - 西ノ海嘉治郎、大相撲第16代横綱（+ 1908年）
- 1859年 - スヴァンテ・アレニウス、化学者（+ 1927年）
- 1863年 - エマヌエル・モール、作曲家、ピアニスト、楽器発明家（+ 1931年）
- 1864年 - 同慶帝、ベトナム皇帝（+ 1889年）
- 1865年 - スヴェン・ヘディン、探検家（+ 1952年）
- 1876年 - コンスタンティン・ブランクーシ、彫刻家（+ 1957年）
- 1877年 - ガブリエレ・ミュンター、芸術家（+ 1962年）
- 1885年 - 小畑敏四郎、陸軍軍人（+ 1947年）
- 1890年 - 橋本欣五郎、陸軍軍人（+ 1957年）
- 1893年 - セドリック・ハードウィック、俳優（+ 1964年）
- 1893年 - 南喜一、実業家（+ 1970年）
- 1896年 - アンドレ・ブルトン、文学者（+ 1966年）
- 1899年 - ルーチョ・フォンタナ、美術家（+ 1968年）
- 1902年 - 鶴田知也、小説家（+ 1988年）
- 1902年 - 土井虎賀寿、哲学者、文学者（+ 1971年）
- 1907年 - 武田文吾、騎手、調教師（+ 1986年）
- 1910年 - 西川鶴三、照明技師（+ 1970年）
- 1911年 - マール・オベロン、女優（+ 1979年）
- 1912年 - 谷口千吉、映画監督（+ 2007年）
- 1912年 - ヘルマン・フローン、地理学者、気候学者（+ 1997年）
- 1914年 - 内海五十雄、元プロ野球選手（+ 1992年）
- 1917年 - 峠三吉、詩人（+ 1953年）
- 1917年 - カーソン・マッカラーズ、作家（+ 1967年）
- 1919年 - 児玉利一、元プロ野球選手（+ 2008年）
- 1921年 - 朝霧鏡子、女優（+ 1999年）
- 1921年 - アン・サヴェージ、女優（+ 2008年）
- 1924年 - 長崎源之助、児童文学作家（+ 2011年）
- 1924年 - リー・マーヴィン、俳優（+ 1987年）
- 1926年 - クルターグ・ジェルジ、作曲家
- 1929年 - 粟津潔、グラフィックデザイナー（+ 2009年）
- 1930年 - ジョン・フランケンハイマー、映画監督（+ 2002年）
- 1930年 - 島田雄三、元プロ野球選手
- 1930年 - 宮本憲一、経済学者
- 1933年 - 八代駿、俳優、声優（+ 2003年）
- 1934年 - 吉岡治、作詞家（+ 2010年）
- 1934年 - ピエール・バルー、音楽家、俳優（+ 2016年）
- 1935年 - ジャン＝ルイ・シェレル、ファッションデザイナー（+ 2013年）
- 1935年 - 阿部謹也、歴史学者（+ 2006年）
- 1935年 - 関口一郎、元プロ野球選手
- 1935年 - 難波昭二郎、元プロ野球選手、実業家（+ 2009年）
- 1936年 - 伏見扇太郎、俳優（没年不明）
- 1937年 - 杉本清、アナウンサー、競馬ジャーナリスト
- 1940年 - サパルムラト・ニヤゾフ、政治家、トルクメニスタン初代大統領（+ 2006年）
- 1940年 - スモーキー・ロビンソン、ミュージシャン
- 1940年 - 淡河弘、元プロ野球選手
- 1941年 - デイビッド・グロス、物理学者
- 1941年 - 小川真司、俳優、声優（+ 2015年）
- 1942年 - 園田博之、政治家（+ 2018年）
- 1942年 - ハワード・ストリンガー、ソニー代表取締役会長兼CEO
- 1943年 - ティモシー・ハント、生化学者
- 1943年 - ロバート・トリヴァース、進化生物学者
- 1943年 - ゲイル・ホプキンス、元プロ野球選手、医師、牧師
- 1946年 - 藤岡弘、、俳優
- 1948年 - 財津和夫、ミュージシャン
- 1948年 - トニー・アイオミ、ミュージシャン（ブラック・サバス）
- 1949年 - 益子修、実業家、三菱自動車工業代表取締役社長（+ 2020年）
- 1950年 - 貴ノ花健士、元大相撲力士、年寄11代二子山（+ 2005年）
- 1950年 - 安井潤一郎、政治家
- 1951年 - アラン・メリル、ミュージシャン
- 1951年 - 梅林茂、作曲家
- 1951年 - 藤岡真、作家
- 1951年 - ホレス・アンディ、レゲエ歌手
- 1952年 - 村上龍、作家
- 1952年 - 笑福亭松鶴 (7代目)、落語家（+ 1996年）
- 1953年 - クリスティーナ・フェルナンデス・デ・キルチネル、政治家、アルゼンチン大統領
- 1953年 - 有希俊彦、元俳優
- 1956年 - 如月小春、劇作家、演出家（+ 2000年）
- 1956年 - ロデリック・マキノン、分子生物学者
- 1957年 - ファルコ、ミュージシャン（+ 1998年）
- 1957年 - デーブ・スチュワート、元プロ野球選手
- 1957年 - 沢田勝彦、高校野球指導者
- 1958年 - ヘレン・フィールディング、作家
- 1959年 - 海道龍一朗、作家
- 1959年 - 星野充昭、俳優、声優
- 1959年 - 吉野朔実、漫画家（+ 2016年）
- 1960年 - アンドルー、イギリス王室成員、貴族、軍人
- 1960年 - ジョン・ポールJr.、レーシングドライバー （+ 2020年）
- 1961年 - THE SEIJI、漫画家
- 1961年 - 吉村萬壱、作家
- 1962年 - 越智一裕、アニメーター、漫画家
- 1962年 - ハナ・マンドリコワ、テニス選手
- 1963年 - 島朗、将棋棋士
- 1963年 - シール、ミュージシャン
- 1964年 - 樋口雅子、声優
- 1964年 - 和田ラヂヲ、漫画家
- 1964年 - 月山栄珠、元プロ野球選手
- 1965年 - 岡本久美子、テニス選手
- 1966年 - 薬丸裕英、タレント
- 1967年 - ベニチオ・デル・トロ、俳優
- 1967年 - 義田貴士、俳優、スポーツジャーナリスト
- 1968年 - 小浜裕一、元プロ野球選手
- 1969年 - かとうれいこ、タレント
- 1970年 - 笠原弘子、声優、歌手
- 1970年 - 松本隆、元プロ野球選手
- 1970年 - ウ・ジョンシン、声優
- 1971年 - 横山幸雄、ピアニスト、教育者
- 1971年 - 三浦聡子、元キャスター、元女優
- 1971年 - ギル・シャハム、ヴァイオリニスト
- 1971年 - ミゲル・バティスタ、元プロ野球選手
- 1972年 - 大森南朋、俳優
- 1972年 - 中上雅巳、タレント
- 1973年 - 河口正史、元アメリカンフットボール選手
- 1974年 - 坪井智哉、元プロ野球選手
- 1974年 - 森且行、オートレース選手
- 1974年 - 貴島サリオ、歌手
- 1974年 - ななじ眺、漫画家
- 1975年 - あべこうじ、お笑い芸人
- 1975年 - 山本高広、ものまねタレント
- 1975年 - 喜安浩平、声優
- 1977年 - 吉本峰之、お笑い芸人（元ストリーク）
- 1977年 - ジャンルカ・ザンブロッタ、元サッカー選手、指導者
- 1977年 - 武藤将吾、脚本家
- 1978年 - 平田宏美、声優
- 1979年 - 呂建剛、元プロ野球選手
- 1979年 - フルカワミキ、ミュージシャン（元SUPERCAR、LAMA）
- 1980年 - フリーディア・ニムラ、タレント
- 1980年 - マイク・ミラー、バスケット選手
- 1980年 - デヴィッド・ギャンディ、ファッションモデル
- 1980年 - 外塚重喜、実業家、元プロボクサー
- 1981年 - 森麻季、アナウンサー
- 1981年 - ヴィタス、歌手
- 1981年 - ニッキー・ショーリー、元サッカー選手
- 1982年 - 阿部進之介、俳優
- 1982年 - 伊藤久美子、女優
- 1982年 - 三尾祥久、プロレスラー
- 1982年 - R・O・N、作曲家、ギタリスト（元OLDCODEX）
- 1983年 - 琴欧洲勝紀、元大相撲力士、年寄15代鳴戸
- 1983年 - ささきのぞみ、声優
- 1983年 - 中島美嘉、歌手
- 1983年 - 山口翔悟、俳優
- 1983年 - 小林大悟、サッカー選手
- 1983年 - イワン・シェフェル、フィギュアスケート選手
- 1983年 - ダニエル・フィゲロア、元プロ野球選手
- 1984年 - 福田淳子、タレント、グラビアアイドル
- 1984年 - マリリン・プラ、フィギュアスケート選手
- 1985年 - 浅見紘子、バレエダンサー
- 1985年 - 新田雄史、競艇選手
- 1985年 - アリエル・ケベル、女優
- 1985年 - ダン・オテロ、プロ野球選手
- 1986年 - かでなれおん、グラビアアイドル、タレント
- 1986年 - ガリガリガリクソン、お笑い芸人
- 1986年 - 幸坂ゆか、タレント
- 1986年 - 萬代宏樹、サッカー選手
- 1986年 - マルタ・ビエイラ・ダ・シルバ、サッカー選手
- 1987年 - アンナ・カッペリーニ、フィギュアスケート選手
- 1987年 - MAI、歌手
- 1987年 - ジョシュ・レディック、プロ野球選手
- 1987年 - 高橋真理恵、アナウンサー
- 1987年 - 日野礼香、元モデル、元レースクイーン
- 1988年 - 入野自由、声優
- 1988年 - 宮城舞、ファッションモデル
- 1988年 - 遠藤エミ、競艇選手
- 1988年 - ふるやいなや、お笑い芸人（元スーパーニュウニュウ）
- 1989年 - マーク・カナ、プロ野球選手
- 1990年 - 水本勝成、サッカー選手
- 1990年 - 稲垣早織、新体操選手
- 1990年 - マリエル・ミラー、フィギュアスケート選手
- 1990年 - リャド・ブデブズ、サッカー選手
- 1990年 - ダビド・ロチェラ、サッカー選手
- 1990年 - コスタ・バルバルセス、サッカー選手
- 1991年 - AMO、ファッションモデル
- 1991年 - 永瀬麻帆、元タレント
- 1991年 - 佐々木一輝、元サッカー選手
- 1992年 - 桑原みずき、タレント、女優
- 1993年 - マウロ・イカルディ、サッカー選手
- 1993年 - キム・ミンソク、フィギュアスケート選手
- 1993年 - ヴィクトリア・ジャスティス、女優、歌手
- 1993年 - 波多野桃子、女優、声優
- 1993年 - 賀屋壮也、お笑い芸人（かが屋）
- 1994年 - 岡田紗佳、プロ雀士、ファッションモデル、グラビアアイドル
- 1994年 - 降幡愛、声優
- 1995年 - 生田目翼、プロ野球選手
- 1995年 - キム・ユンドン、歌手（HALO、ORβIT）
- 1996年 - 岸本淳希、元プロ野球選手
- 1997年 - 亀井塔生、元プロ野球選手
- 1997年 - E-CHAN、アイドル、ミュージシャン（DKB）
- 1998年 - 平岡拓真、元俳優
- 1998年 - ジョンウ、歌手（NCT）
- 1998年 - チャペル・ローン、シンガーソングライター
- 1999年 - 古谷優人、元プロ野球選手
- 1999年 - 景井ひな、ファッションモデル
- 1999年 - 朝倉ふゆな、女優
- 2000年 - 今村美月、アイドル（元STU48）
- 2000年 - 森戸知沙希、歌手（元モーニング娘。、元カントリー・ガールズ）
- 2000年 - 松本いちか、AV女優
- 2001年 - ダヴィード・マズーズ、俳優
- 2003年 - 村山優香、女優
- 2004年 - 田島櫻子、アイドル（Onephony、元Peel the Apple）、ファッションモデル、タレント
- 生年不詳 - 郁原ゆう、声優
- 生年不詳 - 兼政郁人、声優
- 生年不詳 - 小島敬介[5]、声優
- 生年不詳 - 三宅貴洋、声優
- 生年不詳 - えれっと、イラストレーター、漫画家
- 生年不詳　木村尚樹、写真作家
- 生年不詳 - サカモトミク、漫画家
- 生年不詳 - 深見じゅん、漫画家

### 人物以外（動物など）
- 1985年 - サクラチヨノオー、競走馬、種牡馬（+ 2012年）
- 2009年 ‐ カレンブラックヒル、競走馬、種牡馬

## 忌日
- 197年 - クロディウス・アルビヌス、ローマ帝国のブリタンニア総督（* 150年）
- 1445年 - レオノール・デ・アラゴン、ポルトガル王ドゥアルテ1世の妃（* 1402年）
- 1553年 - エラスムス・ラインホルト、天文学者（* 1511年）
- 1670年 - フレデリク3世、デンマーク王（* 1609年）
- 1671年（寛文11年1月10日） - 徳川頼宣、徳川家康の十男、水戸藩・駿府藩・紀州藩藩主歴任、紀州徳川家の祖（* 1602年）
- 1709年（宝永6年1月10日） - 徳川綱吉、江戸幕府第5代将軍（* 1646年）
- 1837年 - ゲオルク・ビュヒナー、劇作家、小説家（* 1813年）
- 1878年 - シャルル・フランソワ・ドービニー、画家（* 1817年）
- 1897年 - カール・ワイエルシュトラス、数学者（* 1815年）
- 1916年 - エルンスト・マッハ、物理学者（* 1838年）
- 1927年 - ゲーオア・ブランデス、文学史家、評論家（* 1842年）
- 1927年 - ロベルト・フックス、作曲家（* 1847年）
- 1929年 - ヴィルヘルム・ライン、教育学者（* 1847年）
- 1934年 - 伊東巳代治、官僚、政治家（* 1857年）
- 1934年 - 野呂栄太郎、マルクス経済学者、日本共産党幹部（* 1900年）
- 1934年 - ケイレブ・デイビス・ブラッドハム、薬剤師、ペプシコーラ創案者
- 1936年 - ウィリアム・ミッチェル、アメリカ合衆国の軍人（* 1879年）
- 1938年 - エトムント・ランダウ、数学者（* 1877年）
- 1941年 - ハミルトン・ハーティ、指揮者（* 1879年）
- 1951年 - アンドレ・ジッド、小説家（* 1869年）
- 1952年 - クヌート・ハムスン、小説家、ノーベル文学賞受賞者（* 1859年）
- 1953年 - 近藤信竹、日本海軍の大将（* 1886年）
- 1957年 - モリス・ガラン、自転車競技選手（* 1871年）
- 1963年 - スヴャトスラフ・クヌシェヴィツキー、チェリスト（* 1908年）
- 1964年 - 尾崎士郎、小説家（* 1898年）
- 1969年 - ドク・ホワイト、元プロ野球選手（* 1879年）
- 1970年 - 中野忠晴、歌手、作曲家（* 1909年）
- 1972年 - リー・モーガン、ジャズトランペッター（* 1938年）
- 1973年 - ヨゼフ・シゲティ、ヴァイオリニスト（* 1892年）
- 1974年 - 宇野哲人、漢文学者（* 1875年）
- 1975年 - ルイージ・ダッラピッコラ、作曲家（* 1904年）
- 1988年 - アンドレ・フレデリック・クルナン、医学者（* 1895年）
- 1988年 - ルネ・シャール、詩人（* 1907年）
- 1991年 - 小林一喜、ジャーナリスト（* 1934年）
- 1992年 - 大林辰蔵、宇宙物理学者（* 1926年）
- 1994年 - デレク・ジャーマン、映画監督（* 1942年）
- 1996年 - チャーリー・O・フィンリー、メジャーリーグ球団オーナー（* 1918年）
- 1997年 - 鄧小平、政治家（* 1904年）
- 1997年 - 埴谷雄高、小説家（* 1909年）
- 1997年 - ダヴィッド・アシュケナージ、ピアニスト、コンサートマスター、作曲家（* 1915年）
- 1998年 - マンサー・オルソン、経済学者（* 1932年）
- 1998年 - 新井将敬、政治家（* 1948年）
- 2000年 - フリーデンスライヒ・フンダートヴァッサー、芸術家 （* 1928年）
- 2001年 - スタンリー・クレイマー、映画監督、プロデューサー（* 1913年）
- 2001年 - シャルル・トレネ、シャンソン歌手（* 1913年）
- 2005年 - 岡本喜八、映画監督（* 1924年）
- 2007年 - ジャネット・ブレア、女優（* 1921年）
- 2008年 - デヴィッド・ワトキン、撮影監督（* 1925年）
- 2008年 - ナタリア・ベスメルトノワ、バレリーナ（* 1941年）
- 2008年 - 沈殿霞、香港電視藝員（* 1945年）
- 2009年 - 大山忠作、日本画家（* 1922年）
- 2009年 - 阿部完市、俳人、精神科医（* 1928年）
- 2009年 - 前田隣、コメディアン（元ナンセンストリオ）（* 1936年）
- 2009年 - 田上高、レスリング選手（* 1947年）
- 2010年 - 門脇政夫、政治家、元兵庫県野間谷村長、敬老の日提唱者（* 1911年)
- 2010年 - 酒井忠夫 - 中国史学者、筑波大学名誉教授（* 1912年)
- 2010年 - ライオネル・ジェフリーズ、俳優、映画監督、脚本家（* 1926年)
- 2010年 - 雨宮淳、彫刻家（* 1937年）
- 2010年 - ジェイミー・ギリス、ポルノ男優（* 1943年）
- 2011年 - 袁雪芬、女優（* 1922年）
- 2011年 - オーリー・マトソン、陸上競技選手、NFL選手（* 1930年）
- 2011年 - 工富保、漫画編集者 (* 1949年）
- 2012年 - レナート・ドゥルベッコ、ウイルス学者、ノーベル生理学・医学賞受賞者（* 1914年）
- 2012年 - 馬淵秀夫、実業家、元日本酸素社長（* 1920年）
- 2012年 - 井上泰幸、特撮映画美術監督、美術プランナー（* 1922年）
- 2012年 - 徐萬述、活動家、在日本朝鮮人総聯合会第2代中央常任委員会議長（* 1927年）
- 2012年 - 植竹繁雄、政治家（* 1930年）
- 2013年 - ドナルド・リチー、映画批評家、映画監督（* 1924年）
- 2013年 - ロバート・リチャードソン、物理学者、ノーベル物理学賞受賞者（* 1937年）
- 2014年 - 岡田進裕、政治家、元兵庫県明石市長（* 1928年）
- 2014年 - デリア俊子、市民ランナー（* 1930年）
- 2014年 - ワレリー・クバソフ、宇宙飛行士（* 1935年）
- 2015年 - 片山豊、実業家、初代北米日産社長（* 1909年）
- 2015年 - 木村保久、元プロ野球選手（* 1924年）
- 2015年 - タラス・テイラー、絵本作家（* 1929年）
- 2016年 - ハーパー・リー、小説家（* 1926年）
- 2016年 - 齋藤史郎、医学者、元徳島大学長、徳島大学名誉教授（* 1930年）
- 2016年 - ウンベルト・エーコ、文筆家、記号論哲学者、記号学者（* 1932年）
- 2016年 - 江崎照雄、プロ野球選手、スコアラー（* 1934年）
- 2016年 - 合田佐和子、画家（* 1940年）
- 2016年 - 田原睦夫、弁護士、元最高裁判所判事（* 1943年）
- 2016年 - 大島俊之、法学者、弁護士（* 1947年）
- 2016年 - 両澤千晶、脚本家（* 1959年）
- 2017年 - ダヌタ・シャフラルスカ、女優（* 1915年）
- 2017年 - 林京子、小説家（* 1930年）
- 2017年 - 井口克己、詩人（* 1938年）
- 2017年 - ラリー・コリエル、ジャズ・フュージョン・ギタリスト（* 1943年）
- 2017年 - 藤池昇、元プロ野球選手、プロゴルファー（* 1953年）
- 2018年 - 吉田忠明、大蔵官僚、実業家、元東京国税局長、元トマト銀行社長（* 1933年）
- 2018年 - 野中隆史、銀行家、元みずほ信託銀行社長（* 1952年）
- 2018年 - セルゲイ・リトビノフ、ハンマー投げ選手、1988年ソウル五輪金メダリスト（* 1958年）
- 2018年 - 大家仁志、俳優、声優（* 1964年）
- 2019年 - ドン・ニューカム、プロ野球選手（* 1926年）
- 2019年 - カール・ラガーフェルド、ファッションデザイナー（* 1933年）
- 2020年- イエンス・ニゴール・クヌーセン、玩具デザイナー、レゴ開発者（* 1942年）
- 2020年 - ポップ・スモーク、ラッパー（* 1999年）
- 2021年 - 劉夫生、政治家（* 1931年）
- 2021年 - 田代博、地理学者（* 1950年）
- 2022年 - 三村恪一、サッカー選手、指導者（* 1931年）
- 2022年 - 津金澤聰廣、社会学者、関西学院大学名誉教授（* 1932年）
- 2022年 - 佐藤孝、コピーライター、実業家、初代博報堂DYメディアパートナーズ社長（* 1939年）
- 2022年 - ゲイリー・ブルッカー、歌手、ピアニスト、作曲家、音楽プロデューサー（* 1945年）
- 2022年 - ジャン＝リュック・ブルネル、モデルスカウト（* 1946年）
- 2022年 - デビッド・ボグス、電気・無線技術者、イーサネット共同開発者（* 1950年）
- 2022年 - キー・フラ・ハン、プロゴルファー（* 1961年）
- 2023年 - 三井徹、音楽学者、金沢大学名誉教授（* 1940年）
- 2023年 - リチャード・ベルザー、コメディアン、俳優（* 1944年）
- 2023年 - グレッグ・フォスター、陸上競技選手（* 1958年）
- 2023年 - ヤンセン・パネッティーア、俳優（* 1994年）
- 2024年 - 香川芳子、教育者、女子栄養大学名誉教授、元香川栄養学園学園長（* 1931年）
- 2024年 - 村田恒、検察官、弁護士、元名古屋高等検察庁検事長（* 1933年）
- 2024年 - ジューロー・モーニカ、競泳選手（* 1969年）
- 2025年 - 田川建三、新約聖書学者、著述家（* 1935年）
- 2025年 - 柴田紘一郎、医師（* 1940年）

## 記念日・年中行事
- 雨水（ 日本2010年・2011年・2012年・2014年・2015年・2016年）
二十四節気の1つ。太陽の黄経が330度の時で、雪が溶け始めるころに当たる。

- 国旗の日（ トルクメニスタン）
初代大統領サパルムラト・ニヤゾフの誕生日を記念し、1997年に制定。

- 天地の日
当時主流だった地球中心説（天動説）を覆す地動説を唱えたニコラウス・コペルニクスの誕生日を記念[6]。
- プロレスの日（ 日本）
1954年のこの日、日本初のプロレスの本格的な国際試合、力道山・木村政彦組対シャープ兄弟の試合が開催されたことを記念[7]。
- 強制収容を忘れない日（ 日本）
1942年2月19日、フランクリン・ルーズベルト大統領によって署名された大統領令9066号に基づき、11万2千人ものアメリカ在住日系人の強制収容が行われたことを記念[8]。
- 万国郵便連合加盟記念日（ 日本）
1877年2月19日に日本が万国郵便連合 (UPU) に加盟したことを記念[9][10][11]。
- 茂名の里芋祭（ 日本）
千葉県館山市茂名地区の氏神である十二所神社の神事。毎年2月19日から21日まで、3日間に渡って行われる。五穀豊穣と無病息災を願い、地元で収穫した里芋を山のように積み重ねて奉納する[12]。